# Press Play
Press Play – czwarty solowy album studyjny nagrany przez amerykańskiego rapera Diddy’ego. Płyta ukazała się 17 października 2006 w Stanach Zjednoczonych nakładem wytwórni Warner Music. Longplay zawiera dziewiętnaście utworów i większość z nich zawiera dodatkowe, gościnnie wokale znanych gwiazd muzyki hip-hop oraz R&B. Press Play zadebiutował na szczycie notowania Billboard 200 najlepiej sprzedających się albumów w Stanach Zjednoczonych. Album znalazł się Top 20 oficjalnych list najchętniej kupowanych albumów w Irlandii, Szwajcarii oraz Wielkiej Brytanii. Nagrania z płyty zostały umieszczone w sieci internetowej dnia 10 października 2006, tydzień przed ukazaniem się wydawnictwa na sklepowych półkach, za pośrednictwem strony internetowej MTV.com. 21 listopada 2006 album odznaczony został złotą płytą za sprzedaż 500 000 egzemplarzy w Stanach Zjednoczonych.

## Lista utworów
1. "Testimonial (Intro)" (S. Combs, R. Orzabal, C. Smith, L. Watson) - 2:24
2. "We Gon' Make It" (featuring Jack Knight) - 3:23
3. "I Am (Interlude)" (featuring Aasim) (S. Combs, L. Coppin, B. Davis, B. Gordy Jr., P. Holloway, D. Matthews, L. Watson, F. Wilson) - 3:40
4. "The Future" (S. Combs, T. Jamerson, K. Muchita) - 3:42
5. "Hold Up" (featuring Angela Hunte) (S. Combs, A. Hunte, T. Jamerson, C.G. Johnson, K. Muchita, J. Peters)- 3:47
6. "Come to Me" (featuring Nicole Scherzinger) (S. Combs, Fr, R. Greene, S. Lawrence, N. Scherzinger, J. White, M. Winans, S. Winans)- 3:34
7. "Tell Me" (featuring Christina Aguilera) (S. Combs, S. Garrett, S. Jones, J. Knight, S. Lawrence, R. Montgomery, L. Watson, Wyce) - 3:32
8. "Wanna Move" (featuring Big Boi, Ciara & Scar) (S. Combs, C. Harris Jr., C.P. Harris, N. Hill, K. Oliver, A. Patton, T. Smith, J. White) - 4:08
9. "Diddy Rock" (featuring Shawnna, Twista & Timbaland) (S. Combs, N. Hill, J. Pierre, L. Mathis, C. Mitchell, T. Mosley) - 3:27
10. "Claim My Place (Interlude)" (featuring Avant) (S. Combs, S. Lawrence, R. Lewis, M. Winans) - 3:46
11. "Everything I Love" (featuring Nas & Cee-Lo) (T.D. Callaway, S. Combs, N. Jones, L. Watson, K. West) - 3:46
12. "Special Feeling" (featuring Mika Lett) (W. Adams, S. Combs) - 3:52
13. "Crazy Thang (Interlude)" (featuring S. Rosete) (S. Combs, R. Lewis) - 3:49
14. "After Love" (featuring Keri Hilson) (S. Combs, N. Hill, K. Hilson, T. Mosley, J. Washington, J. White) - 4:08
15. "Through the Pain (She Told Me)" (featuring Mario Winans) (S. Combs, J. White, M. Winans) - 3:27
16. "Thought You Said" (featuring Brandy) (S. Combs, S. Garrett, M. Jones, S. Jones, L. Watson, M. Winans) - 3:46
17. "Last Night" (featuring Keyshia Cole) (S. Combs, J. Knight, S. Lawrence, M. Winans) - 3:46
18. "Making It Hard" (featuring Mary J. Blige) (S. Combs, J.R. Garland, S. Garrett, R. Harrison, P. Jones, L. Watson, E. Wyce) - 3:52
19. "Partners for Life" (featuring Jamie Foxx & Pharrell) (S. Combs, R. Ross, L. Watson, P. Williams) - 3:49

### Utwory bonusowe
Utwór bonusowy iTunes Store
1. "All Night Long" (featuring Fergie) (S. Ferguson, W. Adams, S. Combs) - 6:25

## Pozycje na listach
| Lista sprzedaży (2006)          | Najwyższa pozycja |
| ------------------------------- | ----------------- |
| Australia ARIA Albums Chart     | 41                |
| Austria IFPI Albums Chart       | 41                |
| Belgia IFPI Albums Chart        | 39                |
| Dania IFPI Albums Chart         | 24                |
| Francja SNEP Albums Chart       | 31                |
| Holandia IFPI Albums Chart      | 58                |
| Irlandia IRMA Albums Chart      | 13                |
| Kanada Albums Chart             | 17                |
| Niemcy IFPI Albums Chart        | 32                |
| Szwajcaria IFPI Albums Chart    | 9                 |
| Szwecja IFPI Albums Chart       | 46                |
| UK Albums Chart                 | 11                |
| USA RIAA Billboard 200          | 1                 |
| USA RIAA Top R&B/Hip-Hop Albums | 1                 |
| United World Chart              | 2                 |